# Jean Bosquet
Jean Bosquet  (* in der ersten Hälfte des 16. Jahrhunderts in Mons; † in der zweiten Hälfte des 16. Jahrhunderts) war ein Romanist und Grammatiker.

## Leben und Werk
Jean Bosquet war Schulpädagoge in Mons im heute belgischen Hennegau. Er ist vor allem bekannt für seine 1586 erschienene Grammatik des Französischen, die 1972 nachgedruckt und 2005 neu herausgegeben wurde. Sie war für das Französischlernen der Flamen sowie für sprachbewusste Frankophone bestimmt.
Der Grammatiker Jean Bosquet ist nicht zu verwechseln mit seinem 1559 geborenen gleichnamigen Sohn, der sich ebenfalls als Literat hervortat.

## Werke
- Elemens ou institutions de la langue françoise propres pour façonner la jeunesse à parfaictement et nayvement entendre parler et escrire icelle langue, Mons 1586,  Genf 1972
- Elemens ou institutions de la langue françoise (1586), hrsg. von Colette Demaizière, Paris 2005, 2023.
- Fleurs morales et sentences préceptives... : avec autres poèmes... pris des plus excellens autheurs grecs et latins et reduis en ryme françoise... reveües, corrigées et augmentées par l’autheur Jean Bosquet,... Ensemble un discours... en forme d’ode... à l’honneur de pauvreté honneste et louäble, Mons 1587